# پرندگان بی‌نام
پرندگان بی‌نام (انگلیسی: Birds Without Names) فیلمی ژاپنی در سبک درام به کارگردانی کازویا شیرائیشی است که در سال ۲۰۱۷ منتشر شد.

## داستان
تواکو (towako) دختری است که هدفی در زندگی‌اش ندارد و دائم به دوست‌پسر قبلی‌اش، کوروساکی (Kurosaki)، فکر می‌کند. از به‌هم خوردن رفاقت این دو چیزی حدود ۸ سال می‌گذرد اما تواکو هنوز مهر کوروساکی را به دل دارد. از قرار معلوم، کوروساکی ظلم زیادی در حق تواکو کرده است و او را تا حد مرگ کتک می‌زد. در این بین تواکو با مردی با نام جینجی (Jinji)، زندگی می‌کند، او یک کارگر است و ۱۵ سال از تواکو بیشتر سن دارد. تواکو از جینجی بدش می‌آید و دائم به او بد و بیراه می‌گوید اما از آنجایی که خرج تواکو را جینجی می‌دهد، چاره‌ای به غیر از تحمل او ندارد.
داستان به همین روال ادامه پیدا می‌کند تا اینکه یک کارآگاه سراغ تواکو را می‌گیرد و به او می‌گوید که کوروساکی گم شده است...

## نقش
- یو آئوی در نقش تُواکو کیتاهارا
- سادائو آبه در نقش جینجی سانو

## جوایز و نامزدها
| سال  | جایزه                                               | رده              | گیرنده  | نتیجه    |
| ---- | --------------------------------------------------- | ---------------- | ------- | -------- |
| 2018 | سی و نهمین جشنواره فیلم یوکوهاما                    | بهترین بازیگر زن | یو آئوی | برنده    |
| 2018 | شصتمین جایزه ربان آبی                               | بهترین بازیگر زن | یو آئوی | نامزدشده |
| 2018 | چهل و یکم جایزه آکادمی فیلم ژاپن                    | بهترین بازیگر زن | یو آئوی | برنده    |
| 2018 | نود و یکمین جایزه کینما جونپو برای بهترین بازیگر زن | بهترین بازیگر زن | یو آئوی | برنده    |
| 2018 | دوازدهمین جشنواره سینما اُساکا                       | بهترین بازیگر زن | یو آئوی | برنده    |
| 2018 | دوازدهمین جوایز فیلم آسیایی                         | بهترین بازیگر زن | یو آئوی | نامزدشده |